# Benedek Aladár (író)
Benedek Aladár, családi nevén Náray Iván János (Arad, 1843. szeptember 20. – Budapest, 1915. november 30.) költő, író, újságíró.

## Családja
Náray Antal (1795–1870) ügyvéd, író és Szuchodolszky Mária fia. 1874. április 29-én nőül vette Büttner Karolina (1846–1917) írónőt, 1876-tól különváltan éltek. Budapesten működött mint magánzó.

## Munkássága
Saját költségén adta ki első verseit, amelyen Petőfi Sándor hatása fedezhető fel. Magyarországon ő teremtette meg a külföldön ekkor már népszerű lírai biográfia műfaját, megosztotta a nagy nyilvánossággal magánélete eseményeit.
Dolgozott (1864–1883) minden Budapesten megjelent szépirodalmi lapban, írt tárcákat, népismertető cikkeket, zsánerképeket, de legtöbbnyire verset, nevezetesen a következő lapokba: Hölgyfutár (1864), Hazánk és a Külföld (1865–1867, 1871–1872), Nefelejts (1865–1874), Fővárosi Lapok (1865–66, 1870–73), Vasárnapi Ujság (1865–1878, 1881–1882), Magyarország és a Nagyvilág (1866, 1869–1872, 1879), Magyarország Képekben (1867–1868), Otthon (1874–1875), Koszorú (1880–1882), Ország-Világ (1883), vezércikkeket írt a Független Hirlapba (1880) és a Toldy István által szerkesztett 1848 c. folyóiratba.
Szerkesztette a következő szépirodalmi és ismeretterjesztő lapokat: Uj Világ 1869. jan. 1-től júl. 1-ig és 1870. jan. 2. és 9. két számot, Szépirodalmi Közlöny 1871. január–március, Uj Idők 1876. jan. 1-től dec. 9-ig, Csöndes Órák 1878. márc. 1-től 1879. febr. 22-ig (Feodor álnévvel) és a Papagáj c. humorisztikus lapot 1871. jan.–ápr. (Szőke Keselyű névvel.)
Arcképe rézmetszetben, rajzolta Haske 1873-ban, nyomt. Lorber 8. sz. munkája mellett; a Családi Kör műlapján Grund V. kőnyom. Bpest, 1874, a Hölgyek Lapja munkatársai c. műlapon Elischer Lajos által kőre rajzolva és Légrády-testvérek kiadásában. Bpest, 1880.
Kéziratban: Milyenek a nők? Naplójegyzetei.

## Munkái
- Költemények Pest, 1866. Két kötet. (Ism. Családi Kör 1866. 43. szám)
- Ujabb költemények. Uo. 1867. (Ism. Főv. Lapok 1868.)
- Mécsvilágok. Uo. 1868. (Társadalmi s irányczikkek.)
- Legujabb költemények. Uo. 1870.
- Hulló levelek. Uo. 1871. (Költemények. Ism. Figyelő.)
- Cecil levelei. Uo. 1872. (Társad. bölcseleti mű. Ism. Figyelő. 2. kiadás. Uo. 1879.)
- A szerelemféltő, vígj. 3 felv. Uo. 1873.
- Árnyak, sugarak. Bpest, 1874. (Költemények 1871-1873. arczk. Ism. Figyelő, Nefelejts 1875.)
- Az epedés óráiban. Uo. 1874. Költemények Náray Iván névvel.
- Nikleby Miklós. Regény. Dickens Károly után ford. Uo. 1875. öt kötet.
- A Romlaky kastély. Regény. Uo. 1886. Két kötet.
- A szalacsi jósnő csodás élete és halála. Verses elbeszélés. János diák néven. (Bp., 1899; 2. kiad. 1905)
- Örökzöldek. Rímek a szerelemről. (Bp., 1900)

## Fordításai
- Boz [Dickens, Charles]: Nickleby Miklós és családjának élete és viszontagságai. 1–6. (Bp., 1875; 2. olcsó kiad. 1895)
- Balzac: A házasság élettana. Ford. és átd. (Bp., 1907).

## Álnevei és jegyei
Brutus (Uj Világ és Uj Idők), János Diák (Képes Néplap), B-r (Nefelejts 1867-68.) sat.